# Lingua sarda campidanese
Il sardo campidanese (nome nativo sardu campidanesu o campidanesu) è una delle due tradizionali partizioni ortografiche della lingua sarda (l'altra è il sardo logudorese). Il codice ISO 639-3 è "sro"; a questo vengono affiancate le lettere (I) (lingua a sé stante) e (L) (lingua attiva, usata come lingua madre da persone in vita).

## Diffusione
Nella denominazione di campidanese si suole comprendere un gruppo di dialetti della lingua sarda parlati nella parte centro-meridionale dell'isola, in una regione ben più vasta del Campidano geografico. È la varietà originaria di un'area abitata da 975.000 persone circa, di cui quasi la metà ricadenti nell'hinterland cagliaritano, sede di immigrazione sia interna, da varie regioni dell'isola, che esterna. In base ad una ricerca del 2006 della Regione Sardegna il campidanese risulta capito da 942.000 persone circa (il 96,9% dei residenti) e parlato da 670.000 persone circa (il 68,9% della popolazione). Solo il 3,1% dei residenti non avrebbe alcuna competenza del campidanese.

## Caratteristiche
Nell'ambito del sistema linguistico sardo le varianti campidanesi sono considerate le più innovative, quelle cioè che esibiscono maggiori elementi di distanza dal modello latino classico. Secondo alcuni studiosi talune innovazioni sarebbero state favorite dai contatti della città di Cagliari, per altri andrebbero attribuite a un sostrato etnico paleomediterraneo delle popolazioni meridionali, che avrebbe causato una diversa evoluzione del latino volgare rispetto al logudorese. In effetti, le vocali etimologiche latine E e O sono riprodotte nelle varianti centrosettentrionali, mentre mutano in I e U in quelle centromeridionali, analogamente ad altre varianti latine dell'Europa meridionale, nonché al greco moderno: un esempio sono gli esiti della terza declinazione latina in i anziché e, comuni al corso meridionale, ai dialetti italiani meridionali estremi e al portoghese. Un'altra interpretazione è quella che vorrebbe alcuni caratteri peculiari del sardo meridionale riconducibili a elementi preesistenti nel latino popolare introdotto dai legionari romani e perciò distante dal coevo latino codificato di uso colto e letterario (ad es. il particolare trattamento riservato nei dialetti meridionali alla L etimologica in posizione intervocalica).
Per contro, la maggiore corrispondenza di taluni elementi del sardo settentrionale al latino classico potrebbe trovare spiegazione non già in un'intensa latinizzazione precoce delle regioni interne dell'isola e quindi nella conservazione dei tratti linguistici così acquisiti, quanto piuttosto in una latinizzazione più tardiva. Le varianti settentrionali avrebbero pertanto origine da un latino colto, di uso ecclesiastico, introdotto contestualmente alla cristianizzazione nelle aree interne dell'isola.
In sintesi, delle complesse dinamiche all'origine delle divergenze che i sistemi dialettali centromeridionali esibiscono rispetto a quelli centrosettentrionali, si prendono in considerazione: il ruolo delle lingue di sostrato; fattori quali la latinizzazione anticipata del meridione dell'isola, la sua maggiore esposizione a varie ondate successive, anche tarde, di latinizzazione; il latino popolare introdotto e la presenza di diversi centri di irradiazione della latinità che avrebbero esercitato la loro influenza su aree diverse della Sardegna e in tempi diversi; maggiori contatti interni ed esterni rispetto alle regioni montagnose dell'interno, di fatto più isolate anche dal resto della comunità sarda; dinamiche evolutive intrinseche al sistema linguistico sardo e ai dialetti meridionali in particolare, testimoni nei secoli di sviluppi peculiari.
Al suo interno, il diasistema campidanese presenta maggiore omogeneità rispetto al gruppo logudorese-nuorese per motivi geografici, anche se presenta alcune differenze locali nelle aree periferiche. Il dominio campidanese viene comunemente ripartito in otto sottogruppi: quello comune o cittadino; quello occidentale o rustico; quello sulcitano; quello sarrabese; quello barbaricino centrale; quello barbaricino meridionale; quello barbaricino d'Ogliastra; quello oristanese.
Il campidanese cittadino parlato a Cagliari, emendato di alcuni tratti localistici, è la base del "campidanese comune" o "campidanese letterario", solitamente usato da scrittori e poeti. All'interno del diasistema campidanese, la variante conservativa cagliaritana nei suoi registri alti ha infatti tradizionalmente rappresentato il modello linguistico di referenza: varietà diastratica alta, usata dal ceto borghese in tutta l'area meridionale dell'isola e modello unificante per gli utilizzi colti, ecclesiastici e letterari.
Tra le sue caratteristiche;
- il singolare terminante in "-i" ("pisci", pesce)
- l'articolo plurale in "is" ("is terras", le terre)
- plurali in -is, -us e -as ("brebeis", pecore; "cuaddus", cavalli; "crapitas", scarpe)
- il gerundio in "-endi" o "-endu" ("pighendi" o "pighendu", prendendo)
- la conservazione dei nessi latini "qu", sostituito con "c" o "g", ("àcua", acqua), "gu" ("sànguni", sangue)
- la trasformazione della "c" velare in "c-" a inizio parola ("centu", cento) e in "-x-" negli altri casi ("deghe", poi "dexi", dieci) o "-sc-" ("pische", poi "pisci", pesci)
- la trasformazione delle "rj" in rg, delle "nj" in "ng", delle "lj" in "-ll-", di "-ti-" e "-te-" in "-tz-"
- l'aggiunta di a- davanti a r- ("rubiu" in arrubiu),
- la metatesi (Carbonia in Crabonia),
- le forti influenze catalane ("seu" per cattedrale)

## Varianti

### Oristanese
L'oristanese centrale (Donigala Fenughedu, Massama, Nurachi, Nuraxinieddu, Ollastra, Oristano, Siamaggiore, Silì, Simaxis, Solanas, Zerfaliu) conserva alcune caratteristiche lessicali di derivazione dall'area logudorese, una limitata presenza di  k- e g- velari (chentu, lughi, rughi) così come talvolta nessi latini con la b- e -bb- come nel logudorese (lìngua > limba, àcua > abba, sànguini > sàmbeni).
I dialetti settentrionali, corrispondenti approssimativamente ai territori delle antiche curatorie del Campidano Maggiore (Cabras, Baratili San Pietro, Riola Sardo, Solarussa, Zeddiani) e del Campidano di Milis (Bauladu, Milis, Narbolia, San Vero Milis, Tramatza) e del Barigadu (in particolare Allai, Fordongianus, Villanova Truschedu) con l'aggiunta di Ruinas (curatoria Parte Valenza), pur grammaticalmente campidanesi presentano forti influssi dal logudorese centrale e sono per questo motivo da includere nella così detta variante arborense e definiti "Limba de Mesania" (LDM) per la loro difficile classificazione in uno dei due gruppi. In particolare, a partire dai comuni del campidano Maggiore si osserva il mantenimento sia delle velari così come dei nessi latini in b- e -bb- (rughe/gruxi > rughi, deghe/dexi > deghi, bindighi/cuindixi > bindighi, battordighi/cuattordixi > battordighi, ègua > ebba), conservazione delle terminologie logudoresi (como > comu, gasi > diasi), e a seconda del centro considerato un più o meno regolare passaggio alle forme logudoresi/nuoresi -nz- e -rz- (anzoni, arzola, atonzu, zenti). Nei comuni del campidano di Milis, a Bauladu e Solarussa, in aggiunta a tali caratteristiche si osserva anche il passaggio di sc- in -sch- (nasci > naschi, pisci > pischi, scì > ischì), di -ll- in -z-  (fillu>fizu, ollu>ozu, allu>azu), il passaggio da -c- a -tz- (citadi > tzitadi, certu > tzertu, bèciu > betzu) e l'inversione di r e n (arena > anea, aranzu > ananzu). Il Barigadu si distingue da questi ultimi per il mantenimento della forma campidanese -ngi- e -rgi- (angioni, argiola) e per il passaggio di -ll- in -g- (fìgiu, ògiu, àgiu)  riflettendo la condizione originaria dell'area logudorese. Nell'oristanese e nell'alto Campidano è caratteristica l'elisione della -n- intervocalica (Aristanis > Aristãis, Pabillonis > Pabillõis, cani > cãi, pani > pãi, manu > mãu, angioni > angiõi, binu > biu) e una più accentuata inversione letterale (cabra > craba, cherbeddu > crebeddu). L'arborense presenta, inoltre, in modo variabile, la caratteristica fonetica dell'elisione della -l- intervocalica (soli > soi, colori > caori).
L'oristanese meridionale (Usellus, Ales, Morgongiori, Uras, Terralba, Mogoro, fino ad Arbus) e della zona del Grighine meridionale e del Monte Arci (Palmas Arborea, Marrubiu, Siamanna, Siapiccia e Villaurbana), tende a perdere progressivamente le caratteristiche logudoresi, assumendo invece gradatamente alcuni caratteri del campidanese rustico (passaggio a -b-: soli > sõi/sobi).

### Ogliastrino o Barbaricino orientale
L'ogliastrino (Elini, Lanusei, Loceri, Tortolì, Lotzorai, Urzulei, Perdasdefogu, Baunei, Talana, Ilbono, Bari Sardo, Jerzu, Arzana, Tertenia, Villagrande Strisaili, Gairo, Girasole, Osini, Ulassai, Ussassai, Triei, Cardedu) risente dell'influenza delle parlate barbaricine e nuoresi e conserva in maniera differente, in base alla posizione geografica del paese, caratteri tipici di questi dialetti (abba, limba, sambene, caente) nonché il suono -ss-: pessa, pussu, prassa, marsu, siu, sia, con eccezione per Barisardo dove è scìu, scìa), il passaggio -tz->-ss- (ufìtziu > ofìssiu, pitzu > pissu) e la finale singolare in -e nell'alta Ogliastra ma con il sistema verbale arcaico del campidanese (niài > niàri, fai > fàiri, andài > andàri, ligi > lìggiri), -x->-g- (dexi > degi/dege, ruxi > rugi/ruge, undixi > undigi, domixedda > domigedda), e di altre particolarità (pro > po, l'articolo in is con finali plurali in -os, -es e -as, mentre al sud mantengono -us, -is e -as) che lo accomunano al campidanese; sempre sotto influenza delle parlate nuoresi nell'incontro tra due parole la consonante s può variare in r: questo avviene con le lettere b-, d-, g-, l-, m-, n-, v- (is domos > ir domos, est bellu > er bellu, cosas beccias > cosar beccias). L'arzanese e il villagrandese contengono elementi aspirati fillu > fixu ; i dialetti di Villagrande, Arzana, Talana, Baunei, Triei e Urzulei risulterebbero i più distaccati dal campidanese, in particolare quello di Urzulei è molto più simile al barbaricino (aspirazione della c, simile al colpo di glottide della Barbagia di Ollolai; articoli plurali as e os al posto di is come is compangios > os compangios, is biddas > as biddas), essendo il paese più a nord dell'Ogliastra. A seconda dei paesi, il gerundio cambia a nord in -ndo o -endu a sud (narando, faendo, marrendu, proendu).

### Barbaricino centrale
Il dialetto della zona di transizione del Mandrolisai (Sorgono, Atzara, Tonara, Desulo, Samugheo, Ortueri) e in parte nella Barbagia di Belvì (Aritzo, Belvì, Meana Sardo) e Laconi sono influenzati dai dialetti nuoresi di cui conservano diverse caratteristiche (abba, limba, gasi), la finale singolare in -e (angione, mere, pastore). Il gerundio cambia in -ndo, e si presenta l'assimilazione di -nd- e di -mb (pappando > pappanno, torrando > torranno, faendo > faenno, limba > limma, cambiando > cammianno); caratteristico di questa zona è il passaggio di -ll->-g- (fillu > fìgiu, ollu > ògiu) e -r->-l- (bèrtula > bèltula, parte > palte, borta > bolta) e come in Ogliastra -x->-g- (dexe > dege, gruxi > gruge).

### Campidanese occidentale
Il campidanese occidentale o rustico parlato nel Medio Campidano (San Gavino Monreale, Gonnosfanadiga, Villacidro, Guspini, Arbus, Sanluri, Sardara, Pabillonis), nel Fluminese (Fluminimaggiore, Buggerru), nella Marmilla (Ales, Baradili, Barumini, Collinas, Gonnostramatza, Las Plassas, Masullas, Mogoro, Senis, Tuili, Ussaramanna, Villamar, Villanovaforru), in parte nel Gerrei (Silius, San Basilio, Goni, Escalaplano), e nel basso Sarrabus (Burcei, Castiadas, Villasimius), nella Trexenta, nel Sarcidano, nel Parteolla fino al Basso Campidano (Samassi, Serrenti, Villasor, Serramanna, Monastir, Siliqua, Vallermosa, Nuraminis, Assemini) presenta caratteristiche fonetiche come l'elisione della -l- (soli > soi, celu > ceu, tèula > tèua, callenti > caènti), metafonesi, nasalizzazioni e contrazioni vocaliche, in misura via via sempre più sfumata con la distanza da Oristano in direzione Cagliari. In alcune aree del Medio Campidano, della Marmilla e della Trexenta si osserva, come nella variante oristanese, l'elisione della -n- (cani > cãi, pani > pãi) e il passaggio -l->-b- (soli > sobi, tèula > teba, portali > potabi, fàula > faba, ìlixi > ìbixi).

### Barbaricino meridionale
Il dialetto della Barbagia di Seulo (Seulo, Seui, Sadali, Esterzili, Ussassai), Villanova Tulo e Gadoni, si discosta leggermente dal campidanese rustico per il mantenimento di -n- e -l- (angioni, soli) e per l'influenza del nuorese nella parlata di alcuni comuni. A Seui e Ussassai la -s- diventa -r- prima di determinate consonanti (is domus > ir domus, mannus meda > mannur meda) e -x->-g- (domixedda > domigedda, meixina > meigina). Sempre a Ussassai e Seui e in questo caso anche a Seulo i nessi latini rimangono uguali al logudorese in (àcua > abba, sànguini > sàmbini, lìngua > limba) e come la vicina Ogliastra -tz- diventa -ss- (Pitzu de s'àcua> Pissu de s'abba, pratza > prassa). Gadoni, data la vicinanza con i comuni di Belvì e Aritzo mostra alcune caratteristiche del Barbaricino centrale come il passaggio di -r->-l- (morti > molti, portai > poltai) e alcuni termini tipici logudoresi adattati al campidanese (in camp. imoi, in log. como, a Gadoni comu, aici > gasi).

### Sarrabese
Il dialetto dell'alto Sarrabus (Villaputzu, San Vito e Muravera) e del Gerrei orientale (Ballao, Armungia e Villasalto) presenta invece fenomeni fonetici particolari tra cui i colpi di glottide /ʔ/ per la pronuncia di -l- e -n- (soli > soqi, pani > paqi, cani>cahi) e -rt- > -t- (morti > moti).

### Cagliaritano
Il cagliaritano (casteddaju) o campidanese comune o cittadino (parlato a Cagliari e nell'area metropolitana fino a Sinnai, Maracalagonis, Settimo San Pietro, sulla fascia costiera a Capoterra, Sarroch, Villa San Pietro, Pula, Domus de Maria, Teulada e a Villamassargia, Domusnovas, Musei, Iglesias, Gonnesa, Portoscuso e Carbonia) è spesso adottato come modello di riferimento ed è base del campidanese letterario; tra le caratteristiche fonetiche -d->-r- (giogadori > giogarori, meda > mera); La fascia costiera (escluse le città di Cagliari e Teulada) presenta per ipercorrezione il raddoppio di -l- e -n- (soli > solli , celu > cellu, luna > lunna, manu > mannu, cani > canni, pani > panni).

### Sulcitano
Il sulcitano (Giba, Masainas, Narcao, Nuxis, Perdaxius, Piscinas, San Giovanni Suergiu, Sant'Antioco, Sant'Anna Arresi, Santadi, Tratalias, Villaperuccio) come nel cagliaritano mostra -d->-r- (meda > mera, beridadi > berirari), presenta -tz->-c- (petza > pècia, martzu > màrciu, chitzi > chici, putzu > pùciu, pratza > pràcia, cratzonis > cracionis), conservazione di -n- (luna, manu, cani), la -l- in posizione intervocalica nella sillaba finale dei sostantivi tende a decadere (tèula > tèua, fàula > fàua, bèrtula > bèrtua, sali > sai, malu > mau, soli > soi), trasformazione della -l- in -r- (calai > carai, scolai > scorai, olia > oria), la -r- contenuta nella sillaba finale di molti sostantivi tende a decadere (giogarori > giogaroi, perirori > periroi, crobetori > crobetoi), nei sostantivi che terminano in -rgiu-/-rgia- si ha la trasformazione di -rg- in -x- (òrgiu > orxu, arruàrgiu > arruàxu, àrgia > arxa).
La variante alto oristanese, barbaricina e alto ogliastrina sono riconducibili alla Limba de mesania (Lingua di mezzo) in quanto conservano elementi tipici del campidanese con forti influssi linguistici logudoresi e nuoresi.

## Alcune regole di fonosintassi
Una delle principali complicanze, sia per chi si approcci a tale variante linguistica sia per chi, pur sapendola parlare, non la sa scrivere, è la differenza fra scritto (qualora si voglia seguire un'unica forma grafica) e parlato data da specifiche regole che mutano il suono all'inizio od alla fine di una parola, a seconda di quello presente nella parola precedente o successiva. Per tale ragione, è importante menzionarne almeno qualcuna in questa voce.

### Sistema vocalico
Vale quanto detto nella voce principale.

## Esempi

### Verbo essere, indicativo presente
| io sono        | deu seu          |
| tu sei         | tui ses          |
| egli/ella è    | issu/issa est    |
| noi siamo      | nos seus         |
| voi siete      | bosatrus seis    |
| essi/esse sono | issus/issas funt |

#### Verbo avere, indicativo presente
Tenere conto che in molti dialetti del campidano, il verbo avere funga solo da ausiliare nei verbi, mentre il verbo tenere (a tenni all'infinito) funge come possessivo:
| io ho           | deu tengu / tèngiu |
| tu hai          | tui tenis          |
| egli/ella ha    | issu/issa tenit    |
| noi abbiamo     | nos teneus         |
| voi avete       | bosatrus teneis    |
| essi/esse hanno | issus/issas tenint |

### Numeri cardinali
| 1         | unu, una                    |
| 2         | duus, duas                  |
| 3         | tres                        |
| 4         | cuàturu / bàtoru            |
| 5         | cincu / chimbi              |
| 6         | ses                         |
| 7         | seti                        |
| 8         | otu                         |
| 9         | noi                         |
| 10        | dexi/degi                   |
| 11        | ùndixi/ùndigi               |
| 12        | dòixi/dòigi                 |
| 13        | trèixi/trèigi               |
| 14        | cuatòrdixi / cuatòrdigi     |
| 15        | cuìndixi / cuìndigi         |
| 16        | sèixi / sèigi               |
| 17        | dexaseti / degiseti         |
| 18        | dexiotu / degiotu           |
| 19        | dexannoi / deginnoi         |
| 20        | binti                       |
| 21        | bintunu                     |
| 22        | bintiduus                   |
| 30        | trinta                      |
| 40        | cuaranta                    |
| 50        | cincuanta                   |
| 60        | sessanta                    |
| 70        | setanta                     |
| 80        | otanta                      |
| 90        | noranta                     |
| 100       | centu                       |
| 101       | centu e unu, centu e una    |
| 102       | centu e duus, centu e duas  |
| 200       | duxentus / dugentus         |
| 300       | trexentus / tregentus       |
| 400       | cuatruxentus / cuatrugentus |
| 500       | cincuxentus / cincugentus   |
| 600       | sescentus / seigentus       |
| 700       | setixentus / setigentus     |
| 800       | otuxentus / otugentus       |
| 900       | noixentus / noigentus       |
| 1.000     | milli                       |
| 2.000     | duamilla                    |
| 3.000     | tremilla                    |
| 4.000     | cuatrumilla                 |
| 5.000     | cincumilla                  |
| 6.000     | seimilla                    |
| 7.000     | setimilla                   |
| 8.000     | otumilla                    |
| 9.000     | noimilla                    |
| 10.000    | deximilla / degimilla       |
| 1.000.000 | unu milioni                 |